# ソー・ホワット (マイルス・デイヴィスの曲)
「ソー・ホワット」（英語: So What）は、マイルス・デイヴィス作曲のジャズナンバー。1959年にレコーディングされたアルバム『カインド・オブ・ブルー』のA面1曲目の楽曲である。1961年にはエディー・ジェファーソンによって歌詞が付けられ、歌唱された。

## 解説
ジャズ界は1950年代末から1960年代初頭にかけてハード・バップからモード・ジャズへと変化したのであるが、本曲はジョン・コルトレーンの「インプレッションズ」と共にモード・ジャズ黎明期を代表する曲である。
曲名はマイルス・デイヴィスの口癖でもあり、「だから何なんだ」というくらいの意味合いである。
『カインド・オブ・ブルー』収録のマイルス・デイヴィスによるソロパートの完成度は高く、後に複数の管楽器によって再現された。1960年代にはマイルス・デイヴィス自身によっても何度も本曲を取り上げており、テンポは次第に速くなり、ソロも過激になっていった。
1961年には歌手のエディー・ジェファーソンが自作詞でボーカルナンバーとした。
近年でも様々なDJがサンプリングの元ネタとして本曲を使用している。

## 評価
一般的には『カインド・オブ・ブルー』収録の本曲や「フラメンコ・スケッチ」はマイルス・デイヴィスが当時目指していたモード奏法（モード・ジャズ）を随所で聴くことができる充分な出来と言える。収録に参加したメンバーの全員が達人の域に達していた証拠として『カインド・オブ・ブルー』の楽曲を挙げることもできる。
しかしながら、マイルス・デイヴィス本人は自身が想定していた「フィーリング」を表現できていなかったとして『カインド・オブ・ブルー』を失敗作としている。なお、『カインド・オブ・ブルー』はマイルス・デイヴィス本人の評価とは異なり、大ヒットとなっている。

## 代表的なカバー収録アルバム
上述のようにマイルス・デイヴィス自身も何度かカバーしているが、ここではマイルス・デイヴィス以外の物を挙げる。
- ビル・エヴァンス&ジェレミー・スタイグ『ホワッツ・ニュー』[1]
- ラリー・カールトン『ラスト・ナイト（英語版）』[1]
- 富樫雅彦&JJスピリッツ『ソー・ホワット』[1]
- グラント・グリーン『サンデイ・モーニン』[1]
- ミシェル・ペトルチアーニ『ライヴ・アット・ブルーノート東京』[1]